# Un'altra vita (film 1991)
Un'altra vita è un  film per la televisione del 1991, diretto da Sandor Stern. È una storia di ambientazione fantascientifica.

## Trama
Insospettita dal ritorno del fratello creduto morto, una donna, con l'aiuto del marito, indaga sull'accaduto portando a galla un progetto segreto. Una volta scoperti, iniziano i loro guai.